# Peter Guggi
Peter Guggi (Graz, 25 settembre 1967) è un ex calciatore austriaco, di ruolo difensore.

## Palmarès

### Club

#### Competizioni nazionali
- Coppa d'Austria: 1

Rapid Vienna: 1994-1995
- Campionato austriaco: 1

Rapid Vienna: 1995-1996
- Scottish Championship: 1

Hibernian: 1998-1999